# Onthophagus durangoensis
Onthophagus durangoensis är en skalbaggsart som beskrevs av Vladimir Balthasar 1939. Onthophagus durangoensis ingår i släktet Onthophagus och familjen bladhorningar. Inga underarter finns listade i Catalogue of Life.